# Adrián Kaprálik
Adrián Kaprálik (ur. 10 czerwca 2002 w Trzcianie) – słowacki piłkarz występujący na pozycji pomocnika w klubie MŠK Žilina.